# Рорбах-бай-Маттерсбург
Рорбах-бай-Маттерсбург (нім. Rohrbach bei Mattersburg) — ярмаркова громада округу Маттерсбург у землі Бургенланд, Австрія.
Рорбах-бай-Маттерсбург лежить на висоті  266 м над рівнем моря і займає площу  15,21 км². Громада налічує 2731 мешканця. 
Густота населення 179.67 осіб/км².  
|                                                 |
| Рорбах-бай-Маттерсбург на мапі округу та землі. |

Бургомістом громади є Альфред Райсмюллєр від Соціал-демократичної партії Австрії. Адреса управління громади:  7222 Rohrbach bei Mattersburg. 

## Демографія
Історична динаміка населення міста за даними сайту Statistik Austria

## Виноски
- Офіційна сторінка(нім.)